# Mallosia tamashaczi
Mallosia tamashaczi es una especie de escarabajo longicornio del género Mallosia, tribu Phytoeciini, subfamilia Lamiinae. Fue descrita científicamente por Sama & Székely en 2010.

## Descripción
Mide 24-42,4 milímetros de longitud.

## Distribución
Se distribuye por Irán.